# پل باکستر (بازیکن فوتبال)
پل باکستر (انگلیسی: Paul Baxter؛ زادهٔ ۲۲ آوریل ۱۹۶۴) بازیکن فوتبال اهل بریتانیا است.
از باشگاه‌هایی که در آن بازی کرده‌است می‌توان به باشگاه فوتبال کریستال پالاس و باشگاه فوتبال تاتنهام هاتسپر اشاره کرد.